# 维尔弗雷多二世
维尔弗雷多二世（又名博雷利一世），（約874年—911年4月26日或914年），巴塞隆納伯爵、奧索納伯爵及基羅納伯爵（897年—911年），在他的父親维尔弗雷多一世逝世後繼承爵位。他的母親是吉尼迪爾達。他亦是最後一位向法蘭克王國君主稱臣的伯爵。
维尔弗雷多二世出生於874年左右，是维尔弗雷多一世和吉尼迪爾達的長子，他是一個以前鮮為人知或在歷史上被忽視的伯爵；聞名的米克爾·科爾·阿倫托恩的著作消除對维尔弗雷多二世去世日期的困惑，因為之前人們認為他一是在912年至914年之間短暫統治，一是在维尔弗雷多一世逝世前已經去世。
至於维尔弗雷多二世的雙重命名，這是由於明顯與他的父親，也被稱為“维尔弗雷多”混淆。事實上，從他即位的那一刻起就很明顯，尤其是在文本中，因此試圖找到一個避免混淆的方式，例如他在898年被稱為“高茲弗雷杜斯”（Gauzfredus），或“吉弗雷杜斯”（Guifredus）或“吉弗雷迪之子”（filius Guifredi）；從908年開始，他以“伯爵和侯爵维尔弗雷多，被称作博雷略”（Wifredo, comite et marquio, que vocant Borrello）形式出现，“博雷略”即“博雷利”，將被繼任者廣泛使用的名字，就像他的兄弟苏涅尔一樣，苏涅尔從944只用“博雷利”這個名字，根據科爾-阿倫托恩（Coll i Alentorn），會更多地應用母系血統的名字，而不是找到與父系相似的名字。從10世紀起，他就與被認為活到912年的“维尔弗雷多一世”混淆，並推測维尔弗雷多二世在他父親去世之前死於中毒。此混淆是在16世紀發現的，因為從他當伯爵的時代開始，為了避免混淆，他已經被稱為“約弗雷”，記錄於898年，而自908年起就被稱為"博雷利"。 

## 家庭
维尔弗雷多二世出生於874年左右，是巴塞隆納伯爵维尔弗雷多一世和吉尼迪爾達的長子。然而，根據米克爾·科爾·阿倫托恩的說法，维尔弗雷多二世可能不是長子，而是维尔弗雷多一世倖存的孩子中的長子，基於傳統上將長子命名為祖父的名字，在這種情況下長子的名字應是蘇尼弗雷德，並指出吉维尔弗雷多一世的另一個孩子在嬰兒期死亡，當時维尔弗雷多可能已經出生，然後將祖父的名字強加給另一名兒子。 
898年，他與圖盧茲伯爵尤德斯的女兒圖盧茲的格森達結婚，他們沒有男性後代，只有一名女兒納博訥的里奎爾達，於933年嫁給了納博訥子爵奧多一世。

## 繼承
在他父親去世時，他的孩子還很年輕，據阿巴達爾記載维尔弗雷多二世當時大約23歲，事實上，他已經迎娶他的妻子圖盧茲的格森達。维尔弗雷多一世的遺產由他的兒子维尔弗雷多二世、蘇尼弗雷德一世、米羅和苏涅尔瓜分。维尔弗雷多二世繼承了他的爵位和巴塞隆納、奧索納和基羅納三個伯國。然而，巴塞隆納伯國的領土因维尔弗雷多一世的逝世而動搖。事實上巴塞隆納伯國本身也因撒拉森人的威脅而被疏散，而维尔弗雷多二世似乎在這些年頭居住在赫羅納。然而，似乎有一支軍隊駐紮在首都，最後，由於這座城市沒有被佔領，該市居民於898年返回 。在與其他兄弟分工中，维尔弗雷多二世負責監護他還未成年的弟弟苏涅尔。苏涅尔（最年輕的）協助维尔弗雷多二世管理他的三個伯國，因為他在父親去世時還未成年。在维尔弗雷多一世的兄弟拉杜爾夫伯爵去世後，威爾弗雷德二世繼承了貝薩盧伯國。维尔弗雷多二世的另一個兄弟米羅負責管治塞爾達尼亞伯國和康夫倫特和貝爾格達。最後，蘇尼弗雷德負責管治烏格爾伯國。 

## 與加洛林王朝的接觸
在威爾弗雷德二世統治期間，恢復與加洛林王朝的聯繫。這是由於维尔弗雷多一世在撒拉遜人手中的失敗和死亡，以及加洛林王朝因為篡位者厄德一世於898年逝花而得而恢復，由路易二世的遺腹子查理三世統治。查理三世對維護他在南比利牛斯山脈的權威有著濃厚的興趣，所以他向所有法蘭克伯國發布總共27份文件中的12份文件是向巴塞隆納伯國發出的。898年，他使用了迄今為止尚未發表的“我們整個哥德王國或賽普提馬尼亞王國”名義，事實上，在915年，他自稱為“法蘭克人和哥特人之王”。同樣在908年，查理三世將來自王室的吉戈|Guigó de Girona}}任命為基羅納主教，他被威爾弗雷德二世所接受。巴塞隆納伯爵再不能以非法國王為藉口獨立，因為加洛林王朝君主又登上了王位。然而，儘管新國王試圖重新確立君主制的權威，但他無法阻止加洛林王朝的分裂、財產和財政權利的割讓，也無法阻止權力從總督轉移到領地所有者身上。威爾弗雷德二世在馬恩河畔圖爾向查理三世宣誓效忠和上貢，事實上，他將自己臣服於查理三世，並作為回報獲得奧索納和曼雷薩伯國人口稀少的土地；除了貝薩盧伯爵吉弗雷二世（塞爾達尼亞伯爵米羅二世之子）可能在952年對路易四世臣服事情之外，這將是該家族最後一位將自己臣服於法蘭克國王的伯爵。另一方面，儘管理論上服從於法蘭克國王，但威爾弗雷德二世的同時代人文本提到他的頭銜高於伯爵的尊嚴：“豁免王子”、“最高王子”或“最傑出和最受尊敬的男爵”。

## 統治
威爾弗雷德二世還參加巴塞隆納（906年）和赫羅納（908年）的教會集會。事實上，從908年開始，該伯國的經濟似乎得到了重建，在900至909年間，威爾弗雷德二世繼續並擴大他父親在盧薩內斯開始的重建工作，以及下略夫雷加特的重建工作，特別是在898年的峽谷中，在904年略夫雷加特河的右岸, 其防禦受到鼓舞。

## 逝世

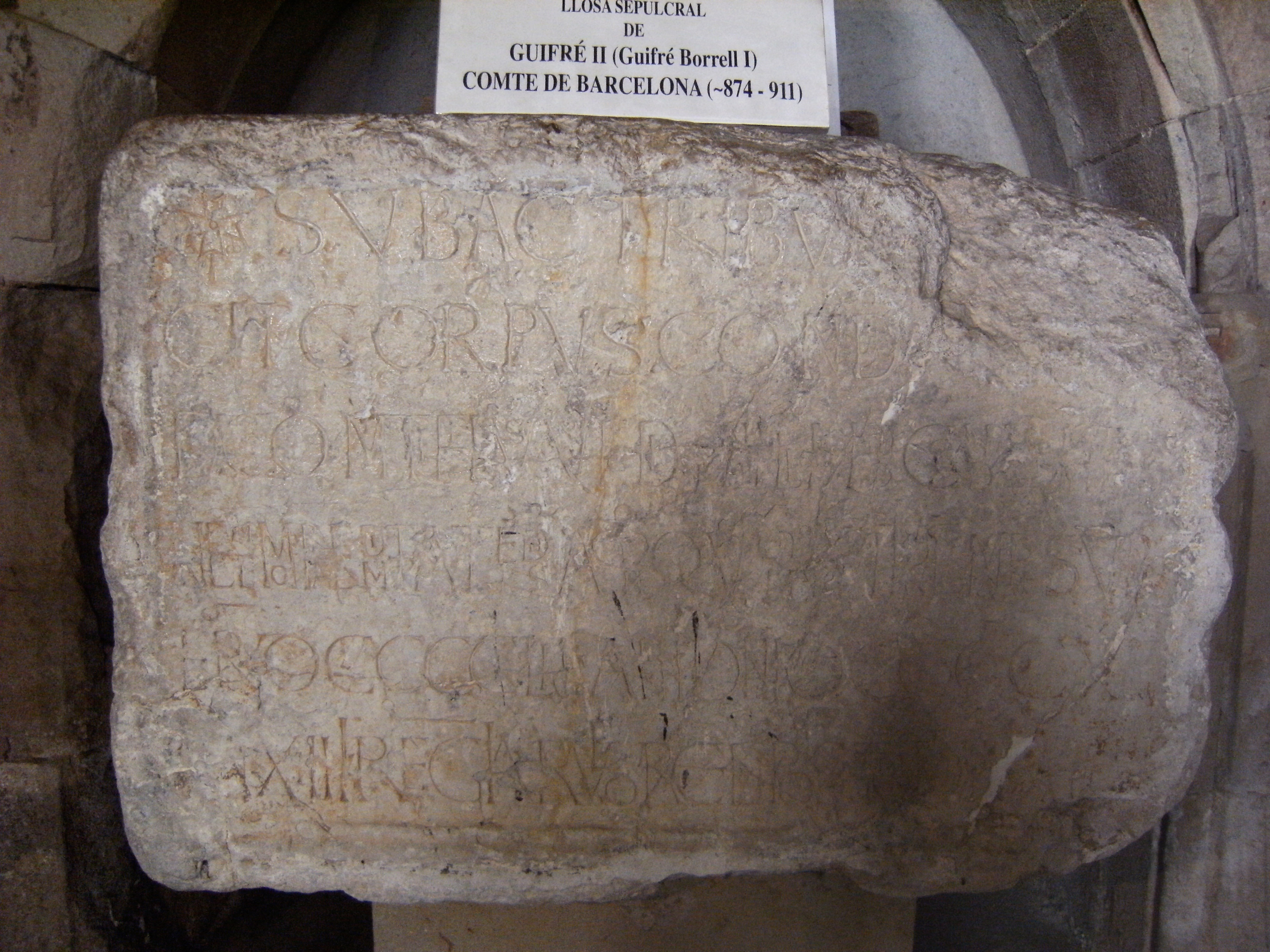
巴塞羅那聖保羅德爾坎普內威爾弗雷德二世的石棺墓碑。銘文寫道：
SUB. AC. TRIBUNA. IACIT. CORPUS. CONDAM.
WIFREDI. COMITIS. FILIUS. WIFREDI. SIMILI.
MODO. CONDAM. COMITIS. BONE. MEMORIAE.
DIMITTAT. EIS. DNS. AMEN. QUI. OBIIT. VI. KL.
MADII. SUB. ERA. DCCCCLII. ANNI. DNI.
DCCCCXIIII. ANNI. XIIII. REG. KARULO.
REGE POST. ODONEM. Α†Ω

威爾弗雷德二世於911年4月26日逝世，可能在巴塞羅那，被埋葬在聖保羅德爾坎普，一座他建立或修復的修道院，雖然沒有記載；此外，因為里波爾的聖瑪利亞修道院已經傳給該家族的塞爾達尼亞分支，直到拉蒙·貝倫格三世統治時期將塞爾達尼亞伯國的領土合併，伯爵才會再次被埋葬在那裡。在他的遺囑中，他擁有支持維克教堂的貨幣權，儘管始終受到皇室批准的明確保留。他逝世後沒有直系男性後裔，經米羅同意，由他的兄弟苏涅尔繼位，米羅已經接受貝薩盧和里波勒斯兩個伯國。

### 墓碑銘文
SUB. AC. TRIBUNA. IACIT. CORPUS. CONDAM. WIFREDI. COMITIS. FILIUS. WIFREDI. SIMILI. MODO. CONDAM. COMITIS. BONE. MEMORIAE. DIMITTAT. EIS. DNS. AMEN. QUI. OBIIT. VI. KL. MADII. SUB. ERA. DCCCCLII. ANNI. DNI. DCCCCXIIII. ANNI. XIIII. REG. KARULO. REGE POST. ODONEM. Α†Ω 
"在這個墓碑下面躺著的是伯爵威爾弗雷德（二世）的遺體，他同樣是伯爵威爾弗雷德（一世）的兒子，他留下瞭如此美好的回憶。我們的主，阿門。於911年4月26日去世，在國王厄德之後的國王查理（三世）第14年。Α†Ω"